# Migrantenkerk
Onder een migrantenkerk wordt veelal verstaan een christelijke geloofsgemeenschap die gesticht is voor migranten in een bepaalde regio. De term wordt vooral gebruikt in westerse landen en heeft veelal betrekking op protestantse, orthodoxe of katholieke kerken. De kerken werden door de migrantengemeenschap of in samenwerking met een lokale gemeenschap gesticht. 
De definitie van de term 'migrantenkerk' is niet eenduidig. Dat komt doordat er verschillende definities bestaan van de termen ‘migrant’, ‘kerk’ en ‘christen’. In Nederland hanteert het Sociaal en Cultureel Planbureau de volgende definitie:
"Een migrantenkerk is een christelijke geloofsgemeenschap die regelmatig bij elkaar komt, voor georganiseerde vieringen, waarin bijbellezing, gebed, uitleg, muziek en rituelen een plaats hebben, waarbij de niet-Nederlandse of niet-westerse, etnische of culturele achtergrond een bepalende rol speelt in de identiteitsbeleving van de gemeenschap en/of in de dagelijkse leefwereld van de betrokkenen." 

## Nederland
Veel migrantenkerken in Nederland noemen zichzelf geen migrantenkerk, omdat zij in Nederland gevestigd zijn en (soms al generaties lang) onderdeel uitmaken van de Nederlandse samenleving. Zij noemen zichzelf ‘internationale kerk’. Andere benaming voor een migrantenkerk zijn: interculturele kerk en multiculturele kerk. Migrantenkerken trekken ook autochtonen als kerkleden aan. Dit kan onder andere komen, doordat een autochtoon trouwt met een christelijke migrant.
In Nederland ontstonden de eerste migrantenkerken na de middeleeuwen. Toen de Spanjaarden de Zuidelijke Nederlanden ging bezetten en niet-katholieken ging vervolgen, vluchtten vele calvinisten vanuit het zuiden naar de Republiek der Zeven Verenigde Nederlanden. Velen van hen waren Franstalig. In de Republiek aangekomen richtten zij eigen Franstalige migrantenkerken op die de Waalse kerk werden genoemd. Nadat het Edict van Nantes in 1685 werd ingetrokken, werden protestanten (hugenoten) in Frankrijk streng vervolgd. Het leidde tot een nieuwe migratiegolf van Franstalige protestanten naar de Republiek. In de Republiek kerkten zij bij de Waalse kerk. Tot heden bestaan deze Waalse kerken, al is het aantal kerkleden door de ontzuiling sterk gedaald zoals bij de meeste Nederlandse kerken.
In Nederland wonen naar schatting ongeveer 1.000.000 christelijke migranten, die samenkomen in meer dan 1.200 verschillende kerkgemeenschappen. Zij houden kerkdiensten in minstens vijfenzeventig talen. Veel van deze kerken zijn te vinden in een online database. De diversiteit onder de migrantenkerken is erg groot. Ze zijn onder te verdelen in verschillende christelijke denominaties, in de lijn met de (internationale) kerkgeschiedenis: Oriëntaals Orthodox, Oosters Orthodox, Rooms-katholiek, Protestants, Evangelische- en Pinksterkerken. Ze komen van over de hele wereld, uit Europese landen, maar ook uit Azië, Afrika, Latijns-Amerika en het Midden-Oosten. Sommige gemeenschappen zijn al eeuwenlang in Nederland, andere zijn pas recent naar Nederland gekomen. In Rotterdam zijn er meer christelijke migranten dan christelijke autochtonen en in Amsterdam is vijfenveertig procent van de christelijke bevolking migrant. Door de migratie van Polen naar Nederland sinds het einde van het IJzeren Gordijn zijn er veel Poolstalige rooms-katholieke parochies te vinden op plaatsen waar veel Polen werkzaam zijn. 
Veel migrantenkerken zijn gevestigd in parkeergarages en noodgebouwen. In toenemende mate slagen migrantenkerken er in om kerkgebouwen te kopen van andere kerken die hun gebouwen afstoten. Toch blijft het vinden van geschikte huisvesting een van de grootste problemen voor deze kerken, omdat ze blijven groeien. In 2022 publiceerde het KASKI een onderzoek in opdracht van de Rijksdienst voor Cultureel Erfgoed (RCE), waaruit bleek dat de komende jaren zo’n 25% van de migrantenkerken verwacht op zoek te moeten naar een ander gebouw.
De migrantenkerken in Nederland spelen een belangrijke rol voor migranten, en zijn het eerste aanspreekpunt als ze in Nederland aankomen. Het zijn belangrijke gemeenschapscentra waar migranten samenkomen, kunnen praten over problemen en elkaar ondersteunen waar het nodig is. De kerk kan bijvoorbeeld helpen bij het doorverwijzen naar instanties die gaan over de Nederlandse sociale zekerheid. De kerk kan mensen helpen met het vertalen van brieven, het aanvragen van een verblijfsvergunning of door het geven van taalcursussen Nederlands (Taal in de buurt). Het komt ook voor dat niet kerkleden dit soort hulp vragen van migrantenkerken. De hulp die migrantenkerken bieden zijn voor de migranten aantrekkelijker dan hulp van publieke instellingen, omdat er sprake is van weinig bureaucratie, laagdrempeligheid en volstrekte anonimiteit.
Migrantenkerken zorgen door hun hulpverlening ervoor dat de overheid jaarlijks miljoenen euro's kan besparen op maatschappelijke activiteiten. Er is desondanks weinig erkenning van de overheid voor de inzet van migrantenkerken, omdat er een angst is om de scheiding tussen kerk en staat te beschadigen. Vooral op lokaal overheidsniveau is er weinig hulp voor de migrantenkerkactiviteiten. Er bestaat soms discussie of migrantenkerken de integratie van migranten bevordert of juist belemmert. Uit onderzoek blijkt dat migrantenkerken mensen helpen om beter te integreren, omdat men elkaar daar hulp en informatie geeft waarmee mensen een weg vinden in de Nederlandse samenleving.
Sinds 1997 heeft een groeiend aantal migrantenkerken zich verenigd in de organisatie Samen Kerk in Nederland (SKIN). Deze koepelorganisatie biedt een platform waar migrantenkerken elkaar kunnen ontmoeten en van elkaar kunnen leren. Ook behartigt SKIN de belangen van deze groeiende groep kerken richting andere kerken, politiek, media en onderzoekers. Op deze manier wil de organisatie bruggen bouwen en de rol van kenniscentrum vervullen. Sinds september 2017, is Center For Theology of Migration (CThM) aan de Vrije Universiteit van start gegaan met het opleiden van christelijke migrantenvoorgangers en kerkleiders. Speciaal hiervoor is een eenjarige Post-Graduate programma (60 EC) ontwikkeld in opdracht van SKIN (Samen Kerk in Nederland) en de Vrije Universiteit, Faculteit Religie en Theologie. Dit centrum richt zich op de studie van de migrantenkerken, zowel als praxis en wetenschappelijke discipline.

## Verenigde Staten

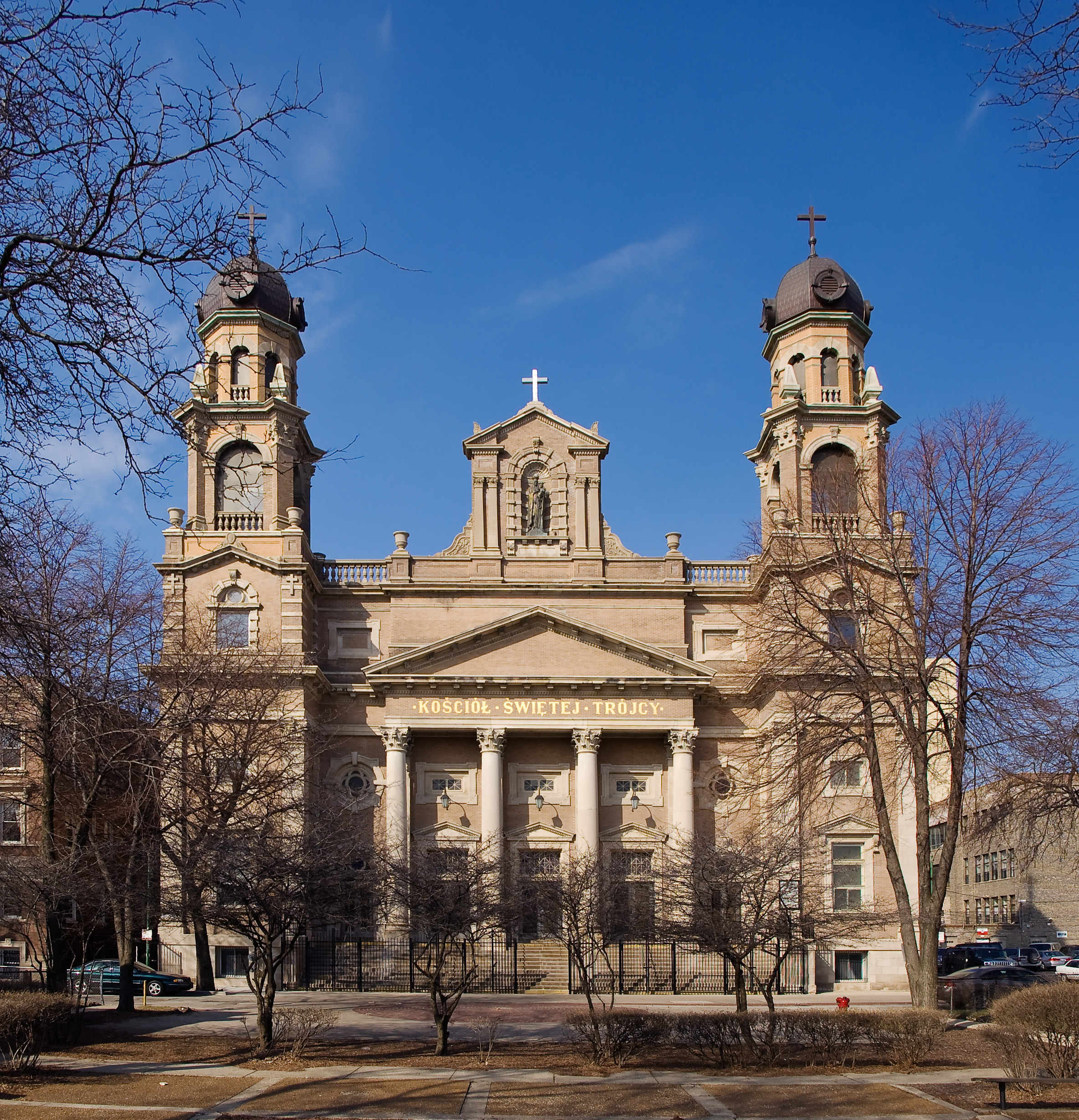
De Poolse migrantenkerk Drie-eenheidskerk in Chicago in Amerika

In de Verenigde Staten zijn veel kerken ontstaan door immigratie van mensen uit Europa. Heden ten dage zijn er nog steeds "Nederlandse" migrantenkerken te vinden in gebieden waar veel Nederlandse Amerikanen wonen. In 1628 werd voorganger van de Reformed Church in America in Nieuw-Nederland gesticht. In 1833 werd daar de laatste Nederlandstalige dienst gehouden. Chinese migrantenkerken wereldwijd hebben sterk bijgedragen aan de kerstening van overzeese Chinezen.

## Gebieden met migrantenkerken van Nederlanders
- Australië[15][16]
- Canada[17]
- Duitsland[18]
- Indonesië[19]
- Nederlandse Antillen
- Suriname
- Verenigde Staten
- Zuid-Afrika